# Теачапі (Каліфорнія)
Теачапі (англ. Tehachapi) — місто (англ. city) в США, в окрузі Керн штату Каліфорнія. Населення — 12 939 осіб (2020).

## Географія
Теачапі розташоване за координатами 35°8′35″ пн. ш. 118°26′46″ зх. д. / 35.14306° пн. ш. 118.44611° зх. д. (35.142959, -118.446036).  За даними Бюро перепису населення США в 2010 році місто мало площу 25,82 км², з яких 25,57 км² — суходіл та 0,25 км² — водойми.

### Клімат
| Клімат : Теачапі                             | Клімат : Теачапі | Клімат : Теачапі | Клімат : Теачапі | Клімат : Теачапі | Клімат : Теачапі | Клімат : Теачапі | Клімат : Теачапі | Клімат : Теачапі | Клімат : Теачапі | Клімат : Теачапі | Клімат : Теачапі | Клімат : Теачапі | Клімат : Теачапі |
| Показник                                     | Січ.             | Лют.             | Бер.             | Квіт.            | Трав.            | Черв.            | Лип.             | Серп.            | Вер.             | Жовт.            | Лист.            | Груд.            | Рік              |
| Абсолютний максимум, °C                      | 23,9             | 25,6             | 27,2             | 31,7             | 36,1             | 40,0             | 40,6             | 40,0             | 38,9             | 35,6             | 29,4             | 27,2             | 40,6             |
| Середній максимум, °C                        | 10,7             | 12,2             | 13,3             | 17,0             | 21,4             | 26,5             | 30,6             | 30,2             | 26,9             | 21,6             | 15,3             | 11,3             | 19,8             |
| Середня температура, °C                      | 4,7              | 6,0              | 7,1              | 10,0             | 13,7             | 18,7             | 22,3             | 21,4             | 17,9             | 13,2             | 8,3              | 5,2              | 12,4             |
| Середній мінімум, °C                         | −1,3             | −0,2             | 0,8              | 3,1              | 6,6              | 10,8             | 14,0             | 12,7             | 8,9              | 4,8              | 1,3              | −0,9             | 5,1              |
| Абсолютний мінімум, °C                       | −20              | −15,6            | −12,8            | −8,3             | −3,3             | −1,7             | 2,2              | 0,0              | −5,6             | −8,3             | −14,4            | −20              | −20              |
| Норма опадів, мм                             | 47               | 46               | 49               | 23               | 11               | 3                | 3                | 6                | 8                | 12               | 29               | 43               | 281              |
| -------------------------------------------- | ---------------- | ---------------- | ---------------- | ---------------- | ---------------- | ---------------- | ---------------- | ---------------- | ---------------- | ---------------- | ---------------- | ---------------- | ---------------- |
| Джерело: The Western Regional Climate Center |                  |                  |                  |                  |                  |                  |                  |                  |                  |                  |                  |                  |                  |

## Демографія
Згідно з переписом 2010 року, у місті мешкало 14 414 осіб у 3121 домогосподарстві у складі 2103 родин. Густота населення становила 558 осіб/км².  Було 3539 помешкань (137/км²).
Расовий склад населення:
| - 65,4 % — білих - 9,0 % — чорних або афроамериканців - 1,7 % — азіатів - 1,4 % — корінних американців - 0,1 % — вихідців з тихоокеанських островів - 18,9 % — осіб інших рас |

До двох чи більше рас належало 3,5 %. Частка іспаномовних становила 37,9 % від усіх жителів.
За віковим діапазоном населення розподілялося таким чином: 18,0 % — особи молодші 18 років, 73,2 % — особи у віці 18—64 років, 8,8 % — особи у віці 65 років та старші. Медіана віку мешканця становила 34,4 року. На 100 осіб жіночої статі у місті припадало 234,8 чоловіків;  на 100 жінок у віці від 18 років та старших — 283,0 чоловіків також старших 18 років.
Середній дохід на одне домашнє господарство  становив 57 636 доларів США (медіана — 41 705), а середній дохід на одну сім'ю — 66 756 доларів (медіана — 55 204). Медіана доходів становила 60 526 доларів для чоловіків та 36 591 долар для жінок. За межею бідності перебувало 22,0 % осіб, у тому числі 28,7 % дітей у віці до 18 років та 14,6 % осіб у віці 65 років та старших.
Цивільне працевлаштоване населення становило 3369 осіб. Основні галузі зайнятості: освіта, охорона здоров'я та соціальна допомога — 25,1 %, публічна адміністрація — 16,7 %, мистецтво, розваги та відпочинок — 12,6 %.